# Свято-Троицкий Туруханский монастырь
Свято-Троицкий Туруханский монастырь (Троицкий Мангазейский-Туруханский монастырь) — мужской монастырь Норильской и Туруханской епархии Русской православной церкви в Туруханске, основанный во второй половине XVII века.

## История
Монастырь был основан монахом Тихоном в 1660 году (вместе с Тихоном как основатель ставшего монастырем скита упоминается монах Дионисий). Монах поселился на месте будущего монастыря (по некоторым данным, будучи сосланным в эти края) на берегу Енисея вблизи устья Нижней Тунгуски в 1657 году, выстроив деревянную часовню и келью. В 1660 году Тихон по просьбе основавшейся вокруг него общины монашествующих отправился в Тобольск, где принял священническое звание и стал иеромонахом, а также получил от архиепископа Сибирского и Тобольского Симеона указ об основании монастыря. Основанное поселенцами при монастыре село Монастырское в конце 1920-х годов стало городом Туруханском.
В 1670 году в монастырь были перенесены мощи святого Василия Мангазейского. После этого одним из вариантов названия обители стал «Троицкий Мангазейский-Туруханский монастырь». Мощи святого покоились под спудом в монастырском храме, освященном в честь Живоначальной Троицы с приделом Благовещения Пресвятой Богородицы.
Ряд земель, а также рыболовных угодий был закреплён за монастырём царскими указами в 1662, 1664, 1689 годах. В конце XVII века по духовному завещанию монастырь получил богатые соляные ключи и крупнейший в Сибири солеваренный завод.
В 1668 году у монастыря имелось 3 заимки в верховьях Нижней Тунгуски. С 1669 по 1724 годы у промышленников было выкуплено 12 зимовий в низовьях Енисея и вдоль побережья Ледовитого океана. К середине XVIII века во владении монастыря было уже 23 зимовья на севере Енисейского края — около половины всех зимовий района. Значительное место в его хозяйстве занимала соляная промышленность: в конце XVIII века монастырь ежегодно отправлял на продажу в Томск до 2 тысяч пудов соли.
14 ноября 1726 года монастырь сильно пострадал от пожара, который уничтожил множество материалов о жизни основателя обители Тихона, подготавливавшихся для прославления его в лике святых.
После секуляризационной реформы 1764 года монастырь лишился угодий, и был причислен к 3-му классу по штатам, что резко сократило количество братии. В конце XIX века монастырь получал по штату 668 рублей 88 копеек казенного содержания в год.
В обители был создан литературный труд «О поставлении и о начале обители святыя Троицы в Туруханских пределах при устии реки, зовомыя Тунгуски», посвященный истории возникновения монастыря. Он был написан в XVIII веке. В монастыре были написаны также труды «Чудо об исцелении немого от иконы Троицы» и «Житие Василия Мангазейского» (автором которого может являться основатель монастыря монах Тихон).
Обитель управлялась игуменом. При монастыре функционировала также школа миссионеров. Тем не менее, монастырь испытывал постоянные проблемы со штатами: в частности, в 1860-х годах единственным священником походной церкви, руководителем Туруханского благочиния и одновременно настоятелем монастыря был один человек — миссионер Иоанн Кожевников. К 1914 году в монастыре проживало всего 8 насельников, четверо из которых были родом из Енисейской губернии, и по одному — из Казанской, Калужской, Тамбовской и Пензенской.
Вплоть до закрытия монастыря в нем существовала школа с интернатом, в которой дети коренных народов Сибири обучались русскому языку.

### Пенитенциарный монастырь
Монастырь служил как место ссылки с 1730 года. В 1827 году в нём находился декабрист Николай Бобрищев-Пушкин. Монастырь использовался и для содержания епитимийных священников: в 1860-х и 1870-х годах в нем ещё содержались провинившиеся в «пьянстве и буйстве» и других проступках клирики. Тем не менее, к концу XIX века монастырь, находившийся далеко на севере Енисейской епархии, в подчинении которой находился в то время, обеднел, а его братия едва могла поддерживать даже собственное существование; в 1890-е годы в монастыре уже не содержалось заключённых, а в 1897 году настоятель монастыря докладывал епархиальному начальству о том, что монастырь отказался от пенитенциарной деятельности.

### Закрытие монастыря
В 1921 (по другим данным — в 1923) году монастырь был ликвидирован. Храм Живоначальной Троицы действовал до 1930 года как приходской, в нём совершал службы иерей Мартин Римша, один из последних оставшихся в Туруханском крае священников. Впоследствии оставшийся без куполов храм использовался для административных и хозяйственных нужд. В 1925—1926 годах в нём служил святитель Лука (Войно-Ясенецкий), находившийся в своей первой ссылке в Туруханском крае.

### Возрождение монашеской жизни
Православный приход в потерявшем статус города Туруханске появился в 1990 году, а 8 июля 1991 году состоялось первое богослужение в переданном верующим храме Живоначальной Троицы. Устав возрожденного по решению Священного синода РПЦ монастыря был зарегистрирован 18 июля 1996 года. Епископ Норильский и Туруханский Агафангел (Дайнеко) является настоятелем монастыря с момента его возрождения в 1996 году, в марте 2015 года игумен Софроний (Семёнов) был назначен его наместником.

## Храмы монастыря

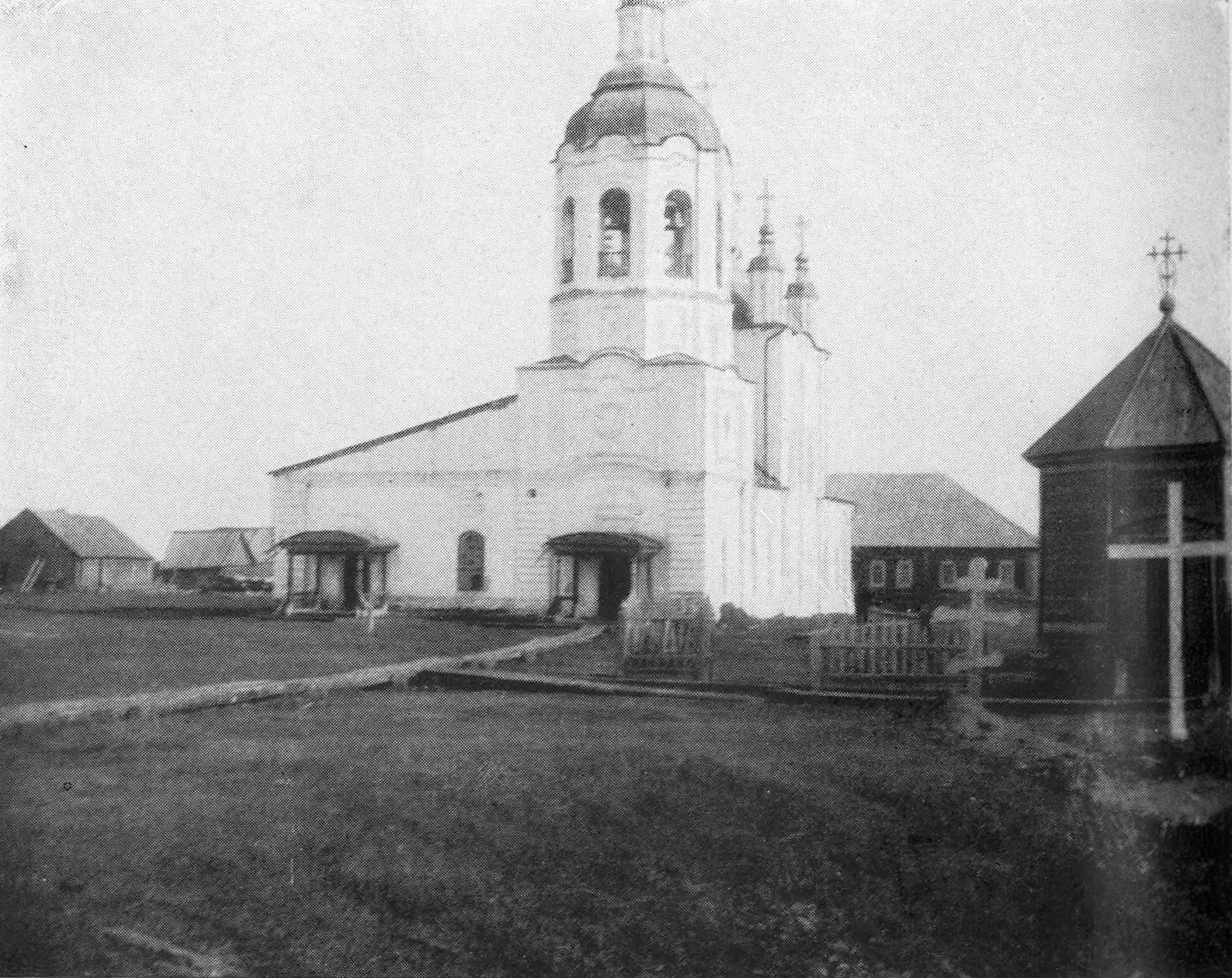
Храм Живоначальной Троицы в 1913 году.

Деревянный храм в честь Живоначальной Троицы на месте сооружённой монахом Тихоном часовни был построен в 1663—1664 годах людьми, желавшими присоединиться к иеромонаху Тихону в пустынножительстве. Антимнис для него Тихон получил вместе с указом об основании монастыря Тихон привёз из Тобольска в 1660 году. Позднее он был разобран, и на его месте срубили новый деревянный Благовещенский храм с приделом в честь Троицы, пристроенным в 1682 году. Он просуществовал до 1809 года.
Каменный Троицкий храм, существующий до наших дней, был освящён 29 ноября 1801 года.
После возрождения монашеской жизни в братском корпусе монастыря освящён домовый храм в честь святителя Луки (Войно-Ясенецкого).

## Известные настоятели монастыря и храма Живоначальной Троицы[5][9]
| Звание                              | Настоятель                                   | Годы управления                 | Дополнительно |
| ----------------------------------- | -------------------------------------------- | ------------------------------- | --- |
| строитель                           | Тихон                                        | 1660-1682 год                   | |
| игумен                              | Исаия                                        | 1689 год                        | |
| архимандрит                         | Иоанникий                                    | 1714 год                        | |
| архимандрит                         | Лаврентий Белицкий                           | 1720-1738 год                   | умер после 1748 года |
| архимандрит                         | Иакинф                                       | 1760-1761 год                   | эконом архиерейского дома |
| архимандрит                         | Амвросий                                     | 1763-1777 год                   | переведен в Енисейский спасский монастырь |
| игумен                              | Феофан                                       | 1778-1780 год                   | |
| иеромонах                           | Мисаил                                       | 1788-1799 год                   | |
| игумен                              | Владимир (или Варлаам)                       | 1838-1839 год                   | |
| игумен                              | Иннокентий                                   | 1840 год                        | |
| игумен                              | Сергий                                       | 1842-1853 год                   | |
| игумен                              | Илиодор                                      | 1850 или 1856—1863 или 1864 год | до 1859 года — строитель, после — игумен |
| игумен                              | Измаил                                       | 1865-1866 год                   | |
| строитель                           | Геронтий                                     | 1869 год                        | |
| иеромонах                           | Макарий                                      | 1895-1897 год                   | |
| иеромонах                           | Серафим                                      | 1904-1917 год                   | |
| епископ Ташкентский и Туркестанский | Лука (Войно-Ясенецкий)                       | 1925-1926 год                   | |
| иерей                               | Мартин Римша                                 | до 1930 года                    | арестован 11 февраля 1930 года по ст. 58-11 УК РСФСР, решение по приговору отсутствует, реабилитирован прокуратурой Красноярского края 5 апреля 1993 года |
| епископ                             | Норильский и Туруханский Агафангел (Дайнеко) | с 1996 года                     | |
| епископ                             | Софроний (Семенов)                           | 25 декабря 2024 — 24 июля 2025  | наместник (и. о. с 10 июля 2014) |
| иеромонах                           | Герман (Мельников)                           | с 24 июля 2025                  | исполняющий обязанности наместника |